# サヤージー・ラーオ・ガーイクワード3世
サヤージー・ラーオ・ガーイクワード3世（マラーティー語: तिसरे सयाजीराव गायकवाड, グジャラート語: મહારાજા સયાજીરાવ ગાયકવાડ ત્રીજા, Sayaji Rao Gaekwad III, 1863年3月11日 - 1939年2月6日）は、西インドのグジャラート地方、ガーイクワード家の当主およびヴァドーダラー藩王国の君主（在位：1875年 - 1939年）。

## 生涯

### 当主位の継承

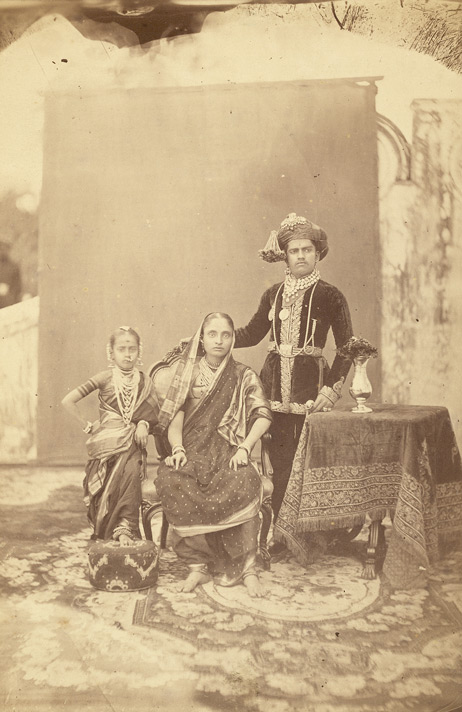
サヤージー・ラーオと継母ジャムナー・バーイー

1863年3月11日、ガーイクワード家の一族カーシー・ラーオ・ガーイクワードの息子として生まれた。
1875年1月、当主であり藩王のマルハール・ラーオ・ガーイクワードはイギリスの駐在官を毒殺しようとしたとして、同年4月に失政と専横を理由も兼ねて廃位され、 マドラスへと追放された。
そのため、1875年5月25日 にイギリスはサヤージー・ラーオを新当主および新藩王とすることに決定したこれに際し、同月27日に前当主カンデー・ラーオ・ガーイクワードの妃ジャムナー・バーイーはサヤージー・ラーオを養子に迎えた。

### 統治と近代化

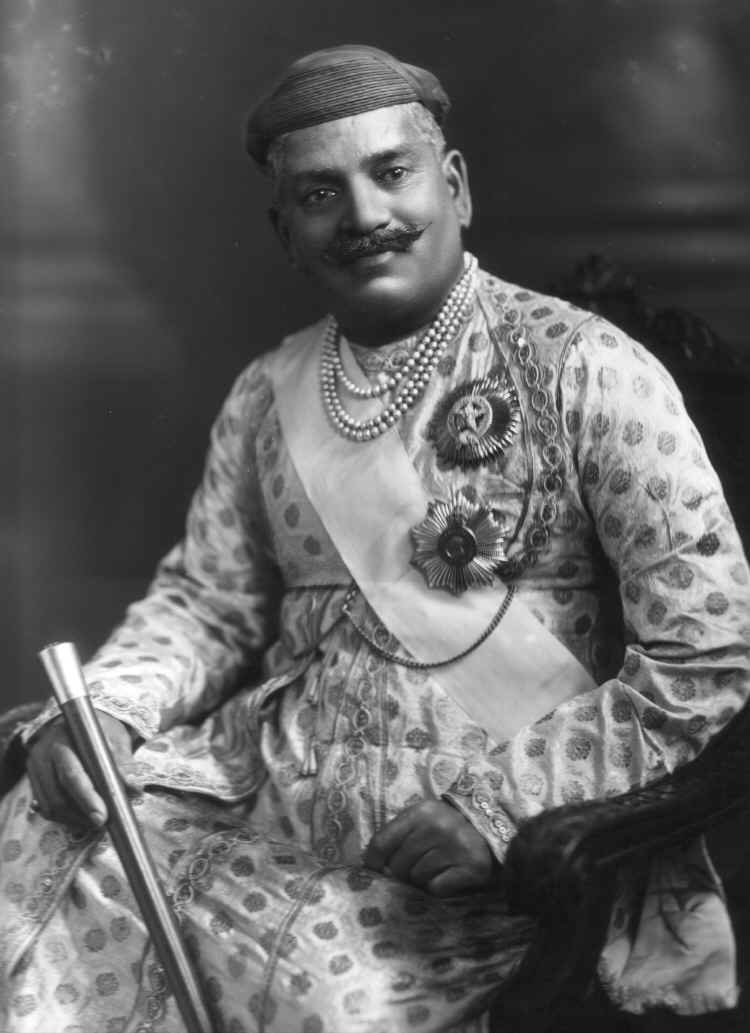
サヤージー・ラーオ（1919年）

とはいえ、サヤージー・ラーオは幼少であったため、成年になるまでイギリスの摂政評議会のもとで統治し、1881年12月28日までそれは続いた。
その治世、サヤージー・ラーオは後進性が指摘されていた藩王国の近代化をめざし、教育、司法、農業、産業、社会などの様々な面において改革を断行した。
サヤージー・ラーオの教育的・社会的改革は、とりわけ児童婚の禁止、離婚に関する法律、教育水準向上のための教育の普及につとめ、1906年に無料の義務初等教育を導入した最初のインド人支配者だった。
また、不可触民制の問題に疑問を持ち、そのためにダリットのビーム・ラーオ・アンベードカルを雇用するなどした。とはいえ、アンベードカルは藩王国内における差別に耐えかねて職を辞してしまった。
サヤージー・ラーオの経済開発への取り組みは、繊維産業の発展に重要な役割を果たした。また、海外と交流するグジャラート商人らを支援し、1908年にはインドの大手銀行の一つであるヴァドーダラー銀行を設立した。

### 死
1939年2月6日、サヤージー・ラーオはイギリス領ボンベイで死亡した。死後、孫のプラタープ・シング・ラーオ・ガーイクワードがその地位を継承した。

## 人物・評価

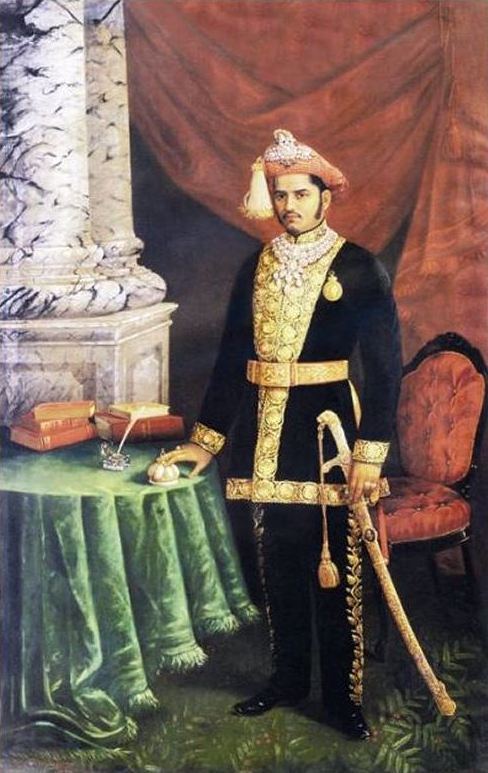
サヤージー・ラーオ（ラヴィ・ヴァルマ作）

サヤージー・ラーオは開明的かつ近代的な思考の持ち主であった。彼と同様な思考の持ち主としては、マイソール藩王国の藩王クリシュナ・ラージャ4世が挙げられる。彼ら2人はほぼ同時期にそれぞれの藩王国を統治していた。
サヤージー・ラーオはグジャラートのマラーター支配者であるという事実を十分に認識し、その国際的な態度と進歩、改革の熱意を示した。彼の豊富な図書館は町や村の図書館のネットワークとヴァドーダラーの今日の中央図書館の核となった。
サヤージー・ラーオは外聞を気にした人物でもあり、1877年、1903年、1911年のデリー・ダルバールにも赴き、1911年にはイギリス王ジョージ5世と面会した。また、1890年にはヴァドーダラーにラクシュミー・ヴィラース宮殿を建設した。
バローダ管理協会はサヤージー・ラーオのビジョンや統治スキルを記念して、彼の名にちなんで名付け、2013年にサヤージー・ラトナ賞を制定された。
サヤージー・ラーオは文人でもあり、サンスクリット語の復興と発展に寄与したほか、美術といった芸術を奨励し、自らそのパトロンとなった。ケーララ出身の画家ラヴィ・ヴァルマの主要なパトロンの一人はサヤージー・ラーオで、自身の肖像画を描かせている。

## 家族
サヤージー・ラーオには2人の妃、4人の息子、3人の娘がいた。

### 息子
- ファテー・シング・ラーオ・ガーイクワード
- ジャイ・シング・ラーオ・ガーイクワード
- シヴァージー・ラーオ・ガーイクワード
- ダイリヤシール・ラーオ・ガーイクワード

### 娘
- バージュ・バーイー
- プリター・バーイー
- インディラー・デーヴィー

## ギャラリー
- サヤージー・ラーオ（1875年）
- （1880年頃）
- サヤージー・ラーオ（1889年）
- サヤージー・ラーオ（シカゴ、1906年）
- サヤージー・ラーオ（1914年）
- サヤージー・ラーオ
- サヤージー・ラーオと廷臣
- サヤージー・ラーオのルピー銀貨
- サヤージー・ラーオ像